# 阿马鲁 (澳大利亚首都特区)
阿马鲁（英语：Amaroo），是位于堪培拉下属甘加林城区北部的一个郊区，北接蒙克里夫、杰卡（以Horse Park Drive为界），东靠邦纳和福德（以Horse Park Drive为界），南接甘加林城区，西侧与恩古纳瓦尔隔着Mirrabei Drive相邻，距甘加林镇中心和堪培拉市中心分别为约1公里和15公里。阿马鲁的街道名称均以澳大利亚的河流和湖泊命名。该区得名于努加语中“胜地”一词。并于1991年10月18日在宪报公布。

## 历史
尽管阿马鲁郊区是新建立的，但土地历史至少可以追溯到一百五十年前。阿马鲁殖民时期的历史遗迹之一是位于阿马鲁流浪者庭院的克里尼根石屋。
约翰·克里尼根和玛丽亚·克里尼根大约从1842年到1863年一直居住在该地点的一座石屋里。约翰是爱尔兰韦斯特米斯人，19岁时因“入侵私人领地”被判处终身流放。1836 年，他抵达新南威尔士殖民地，并被指派为乔治·托马斯·帕尔默在他的帕尔默维尔地产上工作（宅基地的遗迹现在位于贝尔康嫩遗产公园下）。
他们在石头小屋里定居下来，1849年约翰被赦免。这座小屋的选址经过精心挑选，因为它靠近金尼德拉溪的一个水池。

## 人口
2016 年人口普查显示，阿马鲁有5,710人。74.3%的人出生在澳大利亚。其次最常见的国家籍贯是印度2.8%、英国2.8%和中国1.8%。76.6%的人在家只说英语。在家中使用的其他语言包括普通话，占2.1%。对于宗教最常见的回答是无宗教信仰（30.8%）、天主教（28.3%）和英国圣公会（13.4%）。

## 社区设施

### 学校
该郊区有两所学校相邻，好牧人天主教小学Amaroo学校综合楼容纳从学前班到10年级的儿童，是首都领地第一所专门建造的政府中学。它分三个阶段完成。
Amaroo学校拥有各种建筑，包括学前班、小学教室区、两层初中和高中教室区，以及共用行政管理、图书馆、礼堂/食堂、体育馆、室外网球场、无挡板篮球场和篮球场、众多椭圆形球场和游乐区。初中和高中内设有技术、艺术和科学综合楼。

### 教堂
阿马鲁郊区有两座教堂。圣灵天主教堂位于伯德金大道93号。它是整个堪培拉-古尔本教区第二大天主教教区。Northpointe浸信会教堂位于Amaroo学校内。

### 购物
Amaroo购物区于2012年开始建设。该购物区毗邻Horse Park Drive，靠近Amaroo学校。目前，这个新购物区附近有一个加油站和商店。该购物中心现已全面开放，包括Coles、Wok it Up和Aldi等。附近的大型购物中心包括甘加林市场和G-Gungahlin。

## 地质
阿马鲁的下方是中志留纪晚期的堪培拉组。1971年，澳大利亚国立大学的JP Ceplecha对该地区进行了比堪培拉许多其他地区更详细的研究。阿马鲁的大部分地区以板状页岩和泥岩为基础。中心为英安岩和石英安山岩北东北方向的125m宽带。西南角下面有一块大型凝灰岩。
岩石的结构是通过褶皱确定的。褶皱呈北-北东方向排列，并向南-西南方向倾斜。中南部有两条短断层，表面有石英痕迹。一条长断层与沿着金尼德拉河东南侧的折叠轴平行，确定了断层的方向。